# Gary Bertini
Gary Bertini (in ebraico גארי ברתיני‎?; Moldavia (Brichevo), 1º maggio 1927 – Israele, 17 marzo 2005) è stato un direttore d'orchestra e compositore israeliano.

## Biografia
Gary Bertini nacque col nome  Shloyme Golergant a Bricheva, in Bessarabia, poi Romania, ora Distretto di Dondușeni, Moldavia. Suo padre, K.A. Bertini (Aron Golergant), era un poeta e traduttore della letteratura russa (Leonid Andereyev) e yiddish (Abraham Sutzkever, H. Leivick) in ebraico e delle opere ebraiche in yiddish. Sua madre Berta Golergant era medico e biologa. Immigrarono in Palestina nel 1946. Gary studiò musica al Music Teachers 'College di Tel Aviv e poi a Milano, in Italia, e al Conservatorio di Parigi.
Al suo ritorno in Israele, Gary Bertini fondò Rinat (il coro da camera israeliano) nel 1955. Fu consigliere musicale della Batsheva Dance Company e compose musiche di scena per numerose produzioni del Teatro Habimah, il teatro nazionale israeliano e il Teatro Cameri. Ha fondato la Israel Chamber Orchestra nel 1965 e ne è stato direttore fino al 1975. È stato direttore dell'Orchestra Sinfonica di Gerusalemme dal 1978 al 1986. È stato direttore artistico della Nuova Opera di Israele dal 1994 fino alla sua morte. Ha promosso la musica israeliana ed ha contribuito a trasformarla.
Bertini fu ricoverato in ospedale mentre era a Parigi, quindi trasferito in un ospedale di Tel Hashomer, in Israele. È morto lì il 17 marzo 2005 ed è stato sepolto a Kfar Vitkin.
La sua attività artistica portò Bertini anche fuori da Israele. È stato consulente musicale per la Detroit Symphony Orchestra dal 1981 al 1983 e Direttore principale dell'WDR Orchestra Sinfonica di Colonia dal 1983 al 1991. Ha anche lavorato come direttore musicale generale dell'Opern- und Schauspielhaus di Francoforte dal 1987 al 1990, della Tokyo Metropolitan Symphony Orchestra dal 1998 al 2005 e, poco prima di morire, direttore del Teatro di San Carlo a Napoli. Ha anche lavorato come direttore ospite presso l'Opera di Amburgo, la Scottish Opera, il teatro La Scala, l'Opéra National de Paris e la Berliner Philharmoniker, tra le altre organizzazioni.
La registrazione di Bertini del ciclo completo delle sinfonie di Mahler (EMI Classics 40238) è molto apprezzata.

## Premi
- Nel 1978, Bertini vinse il Premio Israele per la musica;[6]
- Nel 1995, vinse l'Italian Conductor of the Year award.
- Nel 1995, vinse il Premio Abbiati Prize of the Italian Music Critics Union.
- Nel 2000, vinse l'Israeli Prime Minister's Award for Composers
- Nel 2003, vinse il French Académie Charles Cros Grand Prix per la sua registrazione dell'Opera di Prokofiev War and Peace.